# Superettan 2015
La Superettan 2015 è stata la 16ª edizione del secondo livello del campionato di calcio svedese nel suo formato attuale. La stagione è iniziata il 3 aprile e si è conclusa l'8 novembre 2015 con gli spareggi.
Lo Jönköpings Södra ha vinto il campionato ed è stato promosso in Allsvenskan assieme all'Östersund, secondo classificato. La classifica marcatori è stata vinta da Fredrik Olsson, calciatore dello Jönköpings Södra, autore di 17 reti. Il Mjällby (dopo gli spareggi), l'Utsikten e il Brommapojkarna sono stati retrocessi in Division 1.

## Stagione

### Novità
Dalla Superettan 2014 sono stati promossi in Allsvenskan 2015 l'Hammarby, primo classificato, e il GIF Sundsvall, secondo classificato. Dalla Allsvenskan 2014 sono stati retrocessi il Mjällby e il Brommapojkarna.

Il Landskrona BoIS e l'Husqvarna, classificatisi agli ultimi due posti, sono stati retrocessi in Division 1 2015. Dalla Division 1 2014 sono stati promossi l'AFC United, primo classificato nel girone Norra, e l'Utsikten, primo classificato nel girone Södra. Dopo lo spareggio promozione/retrocessione l'Öster è stato retrocesso in Division 1 e il Frej è stato promosso in Superettan.

### Formula
Le 16 squadre partecipanti si affrontano in un girone di andata e ritorno, per un totale di 30 giornate.

Le prime due classificate del campionato sono promosse in Allsvenskan.

La terza classificata gioca uno spareggio promozione/retrocessione contro la terzultima classificata dell'Allsvenskan.

La terzultima e la quartultima classificata giocano uno spareggio promozione/retrocessione contro le seconde classificate dei due gironi di Division 1.

Le ultime due classificate sono retrocesse direttamente in Division 1.

## Squadre partecipanti
| Club             | Città      | Stadio                   | Stagione 2014                |
| ---------------- | ---------- | ------------------------ | ---------------------------- |
| AFC United       | Solna      | Skytteholms IP           | 1º posto in Division 1 Norra |
| Assyriska        | Södertälje | Södertälje Fotbollsarena | 14º posto in Superettan      |
| Brommapojkarna   | Stoccolma  | Grimsta IP               | 16º posto in Allsvenskan     |
| Degerfors        | Degerfors  | Stora Valla              | 7º posto in Superettan       |
| Frej             | Täby       | Vikingavallen            | 2º posto in Division 1 Norra |
| GAIS             | Göteborg   | Gamla Ullevi             | 11º posto in Superettan      |
| IFK Värnamo      | Värnamo    | Finnvedsvallen           | 9º posto in Superettan       |
| Jönköpings Södra | Jönköping  | Stadsparksvallen         | 4º posto in Superettan       |
| Ljungskile       | Ljungskile | Uddevalla Arena          | 3º posto in Superettan       |
| Mjällby          | Sölvesborg | Strandvallen             | 15º posto in Allsvenskan     |
| Sirius           | Uppsala    | Studenternas IP          | 6º posto in Superettan       |
| Syrianska        | Södertälje | Södertälje Fotbollsarena | 10º posto in Superettan      |
| Utsiktens BK     | Göteborg   | Ruddalens IP             | 1º posto in Division 1 Södra |
| Varberg          | Varberg    | Påskbergsvallen          | 8º posto in Superettan       |
| Ängelholms FF    | Ängelholm  | Ängelholms IP            | 12º posto in Superettan      |
| Östersund        | Östersund  | Jämtkraft Arena          | 5º posto in Superettan       |

### Allenatori e primatisti
| Squadra          | Allenatore                                          | Calciatore più presente (tra parentesi il numero delle presenze) | Cannoniere (tra parentesi il numero dei gol segnati) |
| ---------------- | --------------------------------------------------- | ---------------------------------------------------------------- | ---------------------------------------------------- |
| AFC United       | Özcan Melkemichel                                   | Filip Rogic (29)                                                 | Chidi Omeje (10)                                     |
| Assyriska        | Valentic Azrudin                                    | 3 giocatori (29)                                                 | Mattias Genc (10)                                    |
| Brommapojkarna   | Magni Fannberg                                      | Jacob Une Larsson (29)                                           | Seth Hellberg (8)                                    |
| Degerfors        | Patrik Werner                                       | Peter Samuelsson (30)                                            | Peter Samuelsson (13)                                |
| Frej             | Bartosz Grzelak                                     | Joakim Runnemo, Marko Atanackovic (30)                           | Victor Söderström (5)                                |
| GAIS             | Per-Ola Ljung (1ª-27ª) Jesper Ljung (28ª-30ª)       | Tommi Vaiho (30)                                                 | Patrik Ingelsten (6)                                 |
| IFK Värnamo      | Jörgen Petersson e Peter Johansson                  | 3 giocatori (30)                                                 | Pär Cederqvist, Dzenis Kozica (9)                    |
| Jönköpings Södra | Jimmy Thelin                                        | André Calisir (30)                                               | Fredrik Olsson (17)                                  |
| Ljungskile       | Tor-Arne Fredheim                                   | Ken Sema (30)                                                    | Hannes Stiller (9)                                   |
| Mjällby          | Anders Linderoth (1ª-8ª) Hans Larsson (9ª-30ª)      | Mattias Håkansson (28)                                           | David Löfquist, Lumala Abdu (3)                      |
| Sirius           | Kim Bergstrand                                      | Andreas Andersson (30)                                           | Stefan Silva (12)                                    |
| Syrianska        | Nemanja Miljanovic                                  | Mattias Liljestrand, Gabriel Somi (28)                           | Saman Ghoddos (8)                                    |
| Utsikten         | Jan Carlsson (1ª-27ª) Mikael Hedlund (28ª-30ª)      | Axel Wibrån (30)                                                 | Luka Mijaljevic (13)                                 |
| Varberg          | Jörgen Wålemark                                     | Mats André Kaland (30)                                           | David Johannesson (8)                                |
| Ängelholm        | Joakim Persson (1ª-15ª) Christian Järdler (16ª-30ª) | Albin Nilsson, Vladica Zlojutro (29)                             | Fredrik Karlsson (9)                                 |
| Östersund        | Graham Potter                                       | Fouad Bachirou, Alex Dyer (29)                                   | Jamie Hopcutt (15)                                   |

## Classifica finale
|  | Pos. | Squadra          | Pt | G  | V  | N  | P  | GF | GS | DR  |
|  | ---- | ---------------- | -- | -- | -- | -- | -- | -- | -- | --- |
|  | 1.   | Jönköpings Södra | 63 | 30 | 19 | 6  | 5  | 54 | 28 | +26 |
|  | 2.   | Östersund        | 62 | 30 | 18 | 8  | 4  | 56 | 25 | +31 |
|  | 3.   | Sirius           | 58 | 30 | 15 | 13 | 2  | 53 | 25 | +28 |
|  | 4.   | Assyriska        | 47 | 30 | 14 | 5  | 11 | 46 | 37 | +9  |
|  | 5.   | Varberg          | 47 | 30 | 12 | 11 | 7  | 34 | 27 | +7  |
|  | 6.   | Ljungskile       | 43 | 30 | 11 | 10 | 9  | 44 | 37 | +7  |
|  | 7.   | Syrianska        | 43 | 30 | 11 | 10 | 9  | 37 | 30 | +7  |
|  | 8.   | AFC United       | 40 | 30 | 10 | 10 | 10 | 43 | 44 | -1  |
|  | 9.   | Degerfors        | 38 | 30 | 10 | 8  | 12 | 36 | 38 | -2  |
|  | 10.  | IFK Värnamo      | 38 | 30 | 10 | 8  | 12 | 37 | 40 | -3  |
|  | 11.  | GAIS             | 35 | 30 | 10 | 5  | 15 | 37 | 44 | -7  |
|  | 12.  | Ängelholms FF    | 33 | 30 | 8  | 9  | 13 | 31 | 47 | -16 |
|  | 13.  | Mjällby          | 30 | 30 | 8  | 6  | 16 | 23 | 43 | -20 |
|  | 14.  | Frej             | 29 | 30 | 7  | 8  | 15 | 22 | 44 | -22 |
|  | 15.  | Utsiktens BK     | 26 | 30 | 7  | 5  | 18 | 28 | 56 | -28 |
|  | 16.  | Brommapojkarna   | 23 | 30 | 5  | 8  | 17 | 30 | 46 | -16 |

Legenda:

      Promosse in Allsvenskan 2016

 Ammesse ai Play-off

      Retrocesse in Division 1 2016

Tre punti a vittoria, uno a pareggio, zero a sconfitta.
La classifica viene stilata secondo i seguenti criteri:
- Punti conquistati
- Differenza reti generale
- Reti totali realizzate

## Spareggi

### Spareggi per la Superettan 2016
|           | Risultati |         | Luogo e data               |  |
| --------- | --------- | ------- | -------------------------- |  |
| Örgryte   | 1 - 0     | Mjällby | Göteborg, 5 novembre 2015  |  |
| Akropolis | 0 - 1     | Frej    | Stoccolma, 5 novembre 2015 |  |

|         | Risultati      |           | Luogo e data                |  |
| ------- | -------------- | --------- | --------------------------- |  |
| Mjällby | 1 - 1 (d.t.s.) | Örgryte   | Sölvesborg, 8 novembre 2015 |  |
| Frej    | 1 - 0          | Akropolis | Täby, 8 novembre 2015       |  |

## Statistiche

### Individuali

#### Classifica marcatori[1]
| Gol | Rigori |  | Giocatore         | Squadra          |
| --- | ------ |  | ----------------- | ---------------- |
| 17  |        |  | Fredrik Olsson    | Jönköpings Södra |
| 15  |        |  | Jamie Hopcutt     | Östersund        |
| 13  |        |  | Peter Samuelsson  | Degerfors        |
| 13  | 1      |  | Tommy Thelin      | Jönköpings Södra |
| 13  | 3      |  | Luka Mijaljevic   | Utsiktens BK     |
| 12  | 1      |  | Stefan Silva      | Sirius           |
| 10  |        |  | Chidi Omeje       | AFC United       |
| 10  |        |  | Dragan Kapčević   | Östersund        |
| 10  | 2      |  | Mattias Genc      | Assyriska        |
| 9   |        |  | Gustavo Blanco    | Assyriska        |
| 9   |        |  | Pär Cederqvist    | IFK Värnamo      |
| 9   |        |  | Hannes Stiller    | Ljungskile       |
| 9   | 1      |  | Fredrik Karlsson  | Ängelholms FF    |
| 9   | 5      |  | Dzenis Kozica     | IFK Värnamo      |
| 8   |        |  | Saman Ghoddos     | Syrianska        |
| 8   |        |  | Seth Hellberg     | Brommapojkarna   |
| 8   |        |  | David Johannesson | Varberg          |
| 8   | 1      |  | Alex Dyer         | Östersund        |
| 8   | 3      |  | Othman El Kabir   | AFC United       |

## Verdetti finali
- Jönköpings Södra e Östersund promossi in Allsvenskan.
- Mjällby (dopo gli spareggi), Utsikten e Brommapojkarna retrocessi in Division 1.